# Dodge M4S
Der Dodge M4S war ein Konzeptfahrzeug der Automarke Dodge; die Abkürzung steht für „Midengine, 4 cylinder, Sport“.
Es wurde in Zusammenarbeit mit PPG Industries in den frühen 1980er-Jahren entwickelt, unter anderem als Indy 500 Pace Car und wurde von 1984 bis 1987 zeitweise eingesetzt, andere Quellen sprechen von 1982 und 1983. Bekannt wurde das Fahrzeug, da es im Film Interceptor – Phantom der Ewigkeit (engl. Titel The Wraith, 1986, Science-Fiction) den titelgebenden Sportwagen inspirierte.
Nach den Filmaufnahmen wurde es teilweise mit dem Namen „1981 PPG Turbo Interceptor“ bezeichnet, obwohl ein solches Fahrzeug im Film kaum verwendet wurde. Mindestens ein M4S wurde aber von Chrysler zur Verfügung gestellt und war – unter Bewachung – während mehrerer Wochen auf dem Filmset präsent. Vom „echten“ M4S wurde nur eine, nachträglich bearbeitete, Sequenz verwendet, welche Details des Motorraums zeigt. Ansonsten waren an den Filmaufnahmen
lediglich Replikas im Einsatz, die zusätzlich verändert waren. Das Aussehen des Dodge M4S weicht erheblich vom Film-Interceptor ab.
Das Originalfahrzeug war Bestandteil der Sammlung des mittlerweile geschlossenen Walter P. Chrysler Museums in Auburn Hills (Michigan).

## Entwicklung

### Die Rolle von PPG Industries
Der Anstoß zum Projekt und dessen Finanzierung gingen von PPG Industries aus. Das Unternehmen war einer der bedeutenden Zulieferer, vor allem von Autolacken, für die großen drei US-Konzerne General Motors, Ford und Chrysler. PPG stellte als Sponsor jährlich je ein Fahrzeug jedes Konzerns als Pace car für die CART-Serie (CART steht für Championship Auto Racing Teams) bereit. solche Pace cars sind üblicherweise besonders vorbereitete Serienfahrzeuge, die oft in limitierter Auflage als sog. "Repliken" auch in den Verkauf gelangen. In diesem Zusammenhang war es bereits früher zu einer Zusammenarbeit von PPG mit der Engineering-Firma Specialized Vehicles, Inc. (SVI) sowie Chrysler gekommen. Dass es mit dem M4S zu einem deutlich aufwendigeren Projekt für einen Mittelmotorsportwagen mit Hinterradantrieb kam, geht wohl auf eine Idee zurück, die bei Chrysler gereift war.

### Kooperation
Bob Ackermann, einer der Chef-Stylisten bei Chrysler, wurde mit den Vorarbeiten betraut. Von ihm stammt das Design, und er koordinierte die Arbeiten von Chrysler Styling- und Engineering mit SVI, wo der Projektleiter Joe Pappas zuständig war. Die eigene Entwicklung eines Mittelmotorfahrgestells unterblieb aus Kostengründen. Stattdessen gelangte Ackermann an Huffaker Engineering in Kalifornien, wo man ein ähnliches Konzept für eine IMSA-Version (IMSA steht für International Motor Sports Association) des Pontiac Fiero entwickelt und gebaut hatte. Der Fiero war zwar als Mittelmotorwagen konzipiert worden, dieser Rennwagen erhielt aber ein komplett neues Chassis aus Rohrprofilen, auf das eine seriennahe Karosserie aufgesetzt wurde. Huffaker baute in Zusammenarbeit mit dem Chrysler-Renningenieur Larry Rathgeb eine von 93 Zoll (2362 mm) auf 100 Zoll (2540 mm) verlängerte Version dieses Fahrgestells für den M4S. Rathgeb hatte viel Erfahrung aus der NASCAR-Serie (NASCAR steht für National Association for Stock Car Auto Racing) und hatte eng mit dem Team von Richard Petty zusammengearbeitet. Von ihm stammte auch die Anregung, im Heck einen großen Heckspoiler anzubringen, wie er ihn bereits früher für den Plymouth Superbird entwickelt hatte. Damit bekam der M4S genug Fahrstabilität, um annähernd 200 mph zu erreichen. SVI und Rathgeb nutzten den Windkanal des Flugzeugherstellers Lockheed für den aerodynamischen Feinschliff.

## Technik

### Karosserie
Bei SVI wurde das Fahrgestell an den 2,2-Liter-Motor angepasst. Das Design von Ackermann wurde bei Chrysler in einem damals neuartigen Verfahren auf ein Modell übertragen. Dabei wird auf eine Grundstruktur aus Holz eine Beschichtung aus einem Styropor-ähnlichen Schaum aufgetragen und im CAD-Verfahren geformt. Anschließend wird das Modell von Hand nachbearbeitet. Danach wird darauf die Fiberglaskarosserie hergestellt. Die Lackierung erfolgte bei PPG.

### Motor
Der 2,2-Liter-Motor wurde 1981 eingeführt für einige Versionen des Dodge Omni / Plymouth Horizon („L-Body“) und des Dodge Aries / Plymouth Reliant („K-Body“) und war zunächst nur als Vergaserversion erhältlich. In Europa war er vor allem bekannt in den Baureihen Chrysler ES und Chrysler/Dodge Daytona. Carroll Shelby baute später eine eigene Turbovariante.
Davon unabhängig, hatte SVI bereits früher eigene Turbo-Versionen entwickelt. Der M4S erhielt eine daraus abgeleitete Anlage mit zwei Garrett-Turboladern sowie Einspritzung und Elektronik von Bosch. SVI-Ingenieur Tom Coddington entwickelte für die Doppelturboversion einen eigenen Zylinderkopf unter Verwendung eines solchen vom Cosworth Typ BDG, einer Cosworth Moldex Kurbelwelle und zwei Cosworth Rallye-Nockenwellen. Die dazu notwendigen, angepassten Motorblöcke lieferte Chrysler.

#### Motordaten
Reihen-(„Trans“)-4-Zylinder Mittelmotor von Mopar (Chrysler-Motorenhersteller) und SVI

2,2 L Hubraum, Cosworth Zylinderkopf mit 16 Ventilen, zwei Turbolader Garrett T25 mit Intercooler im Heck

Leistung: 440 hp (328 kw)

Drehmoment: ca. 600 Nm

Gewichtsverteilung: 50 % / 50 %

### Leistungsdaten
Höchstgeschwindigkeit: 194,8 mph

Beschleunigung 0—60 mph: 4,1 Sekunden

### Getriebe
Das originale Chrysler Fünfganggetriebe war bei weitem nicht für die angedachte Leistung ausgelegt. Chrysler bestellte daher bei Weissman Transmissions in Kalifornien eine verstärkte Version. Als sich zeigte, dass ein Getriebewechsel 12 bis 14 Arbeitsstunden in Anspruch nahm, sollte es bei Liberty Gears in Allen Park (Michigan) entsprechend überarbeitet werden. Am Ende stand eine völlig neue, sehr stabile aber auch eher laute Konstruktion mit ebenfalls fünf Gängen.

## Filmfahrzeug „Turbo Interceptor“
Für den Film stellte der bekannte Customizer Gene Winfield wohl vier Attrappen her, die während der Filmaufnahmen zerstört wurden, sowie zwei fahrbereite Fahrzeuge (teilweise als „stunt cars“ bezeichnet). Eines der beiden Fahrzeuge gelangte 2003 in einem schlechten Zustand in den Besitz eines Sammlers aus Wichita im US-Bundesstaat Kansas, der es mit Unterstützung von Chrysler und Bob Ackermann restaurierte.